# ملروز (فلوریدا)
ملروز (به انگلیسی: Melrose) یک منطقهٔ مسکونی در ایالات متحده آمریکا است که در شهرستان آلاچوا، فلوریدا واقع شده‌است.